# Berum (Reiderland)
Berum is een niet meer bestaande middeleeuwse nederzetting in het noordoosten van Nederland. De plaats heeft gelegen in het middeleeuwse landschap Reiderland, ten noordoosten van de Punt van Reide tussen Oosterreide en Fletum.
Berum viel ten prooi aan de golven van de Dollard. Het dorp lag aan de Eems bijna tegenover Larrelt in Oost-Friesland. Volgens de fantasierijke Dollardkaart van Jacob van der Mersch uit 1574 was het 'een groth rijck dorp' met een kerk en een vrij hoge toren. Het dorp wordt in de negende eeuw voor het eerst vermeld als Burion. In de verdragen uit 1391 en 1420 wordt Campo in Berum genoemd als een van de leidende hoofdelingen van het Reiderland. Berum wordt nog genoemd in een laat-vijftiende-eeuwse lijst van kerspelen van het bisdom Münster. Gezien de inkomsten uit deze lijst was het geen rijk dorp. Waar Westerreide en Oosterreide beide 13 schillingen hebben, heeft Berum slechts 4 schillingen. Rond 1500 wordt de parochie niet meer genoemd. Berum behoorde tot het decanaat (proostdij) Hatzum alias Nes.